# 伊万·杰姆琴科
伊万·伊万诺维奇·杰姆琴科（羅馬化：Ivan Ivanovich Demchenko；1960年9月27日—）是俄罗斯政治人物，第五、六、七、八届国家杜马代表。
杰姆琴科于2002年代表阿宾斯克区当选克拉斯诺达尔边疆区立法议会代表，开始了他的政治生涯。2006年至2007年，他领导阿宾斯克电冶金厂。2007年，他当选为克拉斯诺达尔边疆区第五届国家杜马代表。2011年、2016年和2021年分别连任第六届、第七届和第八届国家杜马代表。

## 制裁
杰姆琴科于2022年因俄乌战争而受到英国政府制裁。